# Kota Watanabe
Kota Watanabe (渡辺 皓太 Watanabe Kōta?, Kawasaki, Kanagawa, 18 de octubre de 1998) es un futbolista japonés que juega de centrocampista en el Yokohama F. Marinos de la J1 League.

## Trayectoria

### Clubes
| Club                | País  | Año       |
| ------------------- | ----- | --------- |
| Tokyo Verdy         | Japón | 2016-2019 |
| Yokohama F. Marinos | Japón | 2019-     |

## Palmarés

### Títulos nacionales
| Título             | Club                | País  | Año  |
| ------------------ | ------------------- | ----- | ---- |
| J1 League          | Yokohama F. Marinos | Japón | 2019 |
| J1 League          | Yokohama F. Marinos | Japón | 2022 |
| Supercopa de Japón | Yokohama F. Marinos | Japón | 2023 |